# Hadrozaur
Hadrozaur (Hadrosaurus) – rodzaj ornitopoda z rodziny Hadrosauridae, który występował w Ameryce Północnej w późnej kredzie ok. 80 mln lat temu. Nazwa tego dinozaura pochodzi z greckich słów hadros – „ciężki” i sauros – „jaszczur” i oznacza tyle co „ciężki jaszczur”.  Hadrozaur był pierwszym dinozaurem, którego szczątki odkryto w Ameryce Północnej, a od 1991 r. stał się oficjalnym dinozaurem stanu New Jersey.

## Opis

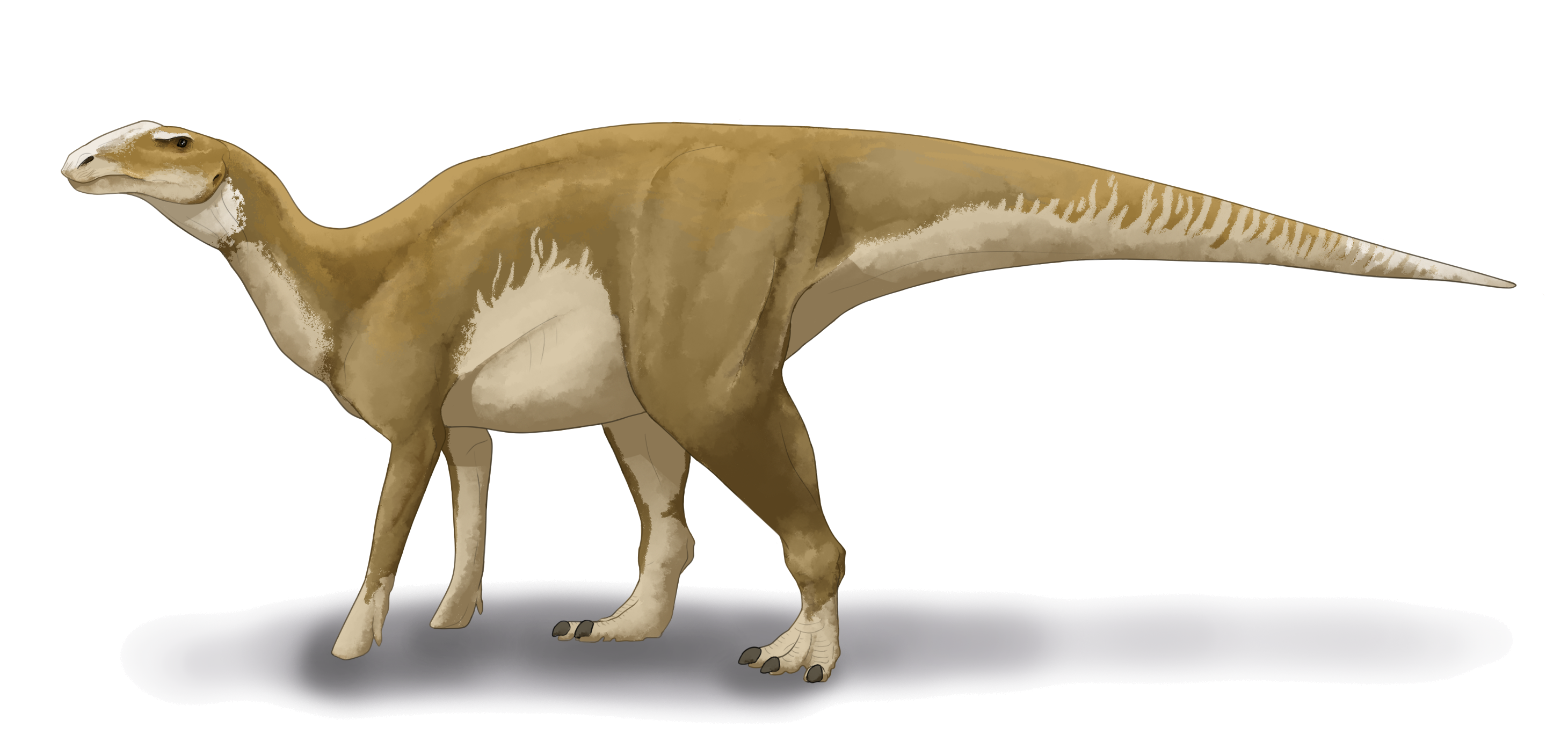
Artystyczna rekonstrukcja

Było to roślinożerne zapewne żyjące w stadach zwierzę. Hadrozaur prawdopodobnie poruszał się zwykle na wszystkich czterech nogach, ale podczas ucieczki i żerowania na liściach drzew używał dwóch. Budowa jego zębów sugeruje, że odżywiał się głównie liśćmi i gałązkami drzew. Mierzyło ok. 8–10 m długości.

## Odkrycie
Szczątki hadrozaura zostały odkryte w 1838 przez Johna Estaugha Hopkinsa wokół rzeki Cooper w Haddonfield (New Yersey, USA). Po odkopaniu kilku kości eksponował je w swoim domu również położonym w Haddonfield. W 1858 kości te wzbudziły zainteresowanie Williama Parkera Foulka, który w tym samym roku odkopał ich resztę. Na podstawie prawie kompletnego szkieletu złożonego z kości kończyn, miednicy, kilku kości stóp, dwudziestu ośmiu kręgów (w tym osiemnastu ogonowych), ośmiu zębów i elementów szczątki Joseph Leidy opisał to zwierzę pod nazwą Hadrosaurus foulkii. Wiedział on, że nowo odkryte zwierzę przypomina niektórymi cechami iguanodona odkrytego mniej więcej dekadę wcześniej w Wielkiej Brytanii, jednak szczątki hadrozaura były znacznie lepiej zachowane. Opis hadrozaura łącznie z rysunkami był gotowy już w 1860, ale jego publikacja została przełożona do 1865 z powodu wojny. Leidy zrekonstruował hadrozaura jako zwierzę dwunożne, w odróżnieniu od innych ówczesnych rekonstrukcji przedstawiających dinozaury jako istoty czworonożne. Szkielet hadrozaura został zmontowany w 1868 r. przez zespół złożony między innymi z angielskiego rzeźbiarza i przyrodnika Beniamina Waterhouse'a Hawkinsa i ustawiony w Akademii Nauk Przyrodniczych w Filadelfii. Szkielet ów zazwyczaj był
niewidoczny dla zwiedzających, ale od 22 listopada 2008 do 19 kwietnia 2009 postanowiono go im udostępnić. Posąg hadrozaura upamiętniający jego odkrycie i wykonany przez Jana Giannottia, znajduje się w środku miasta Haddonfield.

## Klasyfikacja

Porównanie rozmiarów hadrozaur i człowieka

Hadrozaur jest słynnym dinozaurem, przedstawionym w wielu książkach popularnonaukowych, a od jego nazwy pochodzą nazwy kladów (np. rodziny Hadrosauridae), a nawet nazwy rodzajowe dinozaurów (mikrohadrozaur). Mimo tego z powodu braku większości czaszki (w pierwotnej rekonstrukcji szkieletu zamiast niej umieszczono gipsowy model wykonany przez  Hawkinsa, a obecne artyści rekonstruując hadrozaura z czaszkami spokrewnionych z nim gatunków jak brachylofozaur czy grypozaur) i innych braków w szkielecie, utrudniających dokładne ustalenia jego pozycji systematycznej i pokrewieństwa z innymi hadrozaurami, przez wielu autorów jest uznawany za nomen dubium – rodzaj niepewny. Ponadto przez długi czas traktowano go jako "takson-kosz na śmieci", zaliczając do niego gatunki opisane na podstawie skamieniałości, które później okazywały się kośćmi różnych hadrozaurów a nawet innych zwierząt. Prieto-Márquez (2011) stwierdził jednak, że kość biodrowa i kość ramienna okazu holotypowego H. foulkii (tj. gatunku typowego rodzaju Hadrosaurus) mają charakterystyczne cechy budowy pozwalające odróżnić je od kości wszystkich innych hadrozaurów, co uzasadnia uznanie tego gatunku za ważny takson. Z przeprowadzonej przez Prieto-Márqueza (2010) analizy kladystycznej wynika, że Hadrosaurus foulkii mógł być taksonem siostrzanym do kladu Saurolophidae (definiowanego przez autora jako klad obejmujący ostatniego wspólnego przodka Saurolophus osborni i Lambeosaurus lambei oraz wszystkich jego potomków) lub też być w nierozwikłanej politomii z gatunkami Claosaurus agilis, Lophorhothon atopus i Telmatosaurus transsylvanicus oraz z kladem Saurolophidae. Fakt, że Hadrosaurus według tej analizy nie należał do Saurolophidae dowodzi, że Saurolophidae nie muszą być młodszym synonimem Hadrosauridae (w artykule Prieto-Márqueza pojawiają się dwie różne definicje Hadrosauridae; według jednej jest to klad obejmujący ostatniego wspólnego przodka Hadrosaurus foulkii, Edmontosaurus regalis, Saurolophus osborni i Lambeosaurus lambei oraz wszystkich jego potomków, według drugiej – klad obejmujący ostatniego wspólnego przodka H. foulkii i Parasaurolophus walkeri oraz wszystkich jego potomków).

### Gatunki
- Hadrosaurus Leidy, 1858
- Hadrosaurus foulkii Leidy, 1858 (gatunek typowy)
- Hadrosaurus agilis Marsh, 1872 = Claosaurus agilis.
- Hadrosaurus annectens Marsh, 1892 = Edmontosaurus annectens Lull, 1904.
- Hadrosaurus breviceps Marsh, 1889 nomen dubium
= Kritosaurus breviceps nomen dubium
= Trachodon breviceps nomen dubium
- Hadrosaurus cantabrigiensis Lydekker, 1888  nomen dubium = Trachodon cantabrigiensis Newton, 1892
- Hadrosaurus cavatus Cope, 1871 nomen dubium
- Hadrosaurus longiceps Marsh, 1890 = Anatotitan longiceps Nopcsa, 1899
- Hadrosaurus milo Cope, 1874 nomen dubium = Thespesius occidentalis Hay, 1902 nomen dubium
- Hadrosaurus minor Marsh, 1870  nomen dubium
= Hadrosaurus cavatus Cope, 1871 nomen dubium
= Edmontosaurus minor, nomen dubium
= Trachodon minor nomen dubium
= Trachodon cavatus nomen dubium
- Hadrosaurus mirabilis Leidy, 1856 nomen dubium = Trachodon mirabilis Leidy, 1868
- Hadrosaurus navajovius Brown, 1910 nomen dubium =  Kritosaurus navajovius nomen dubium
- Hadrosaurus  notabilis Lambe, 1914 = Gryposaurus notabilis Baird and Horner, 1979
- Hadrosaurus occidentalis Leidy, 1856 nomen dubium = Thespesius occidentalis Cope, 1869
- Hadrosaurus paucidens Marsh, 1889 = Lambeosaurus lambeis nomen dubium
- Hadrosaurus perangulatus Cope, 1876  nomen dubium = Diclonius perangulatus nomen dubium
- Hadrosaurus tripos Cope, 1869 = plioceński waleń